# Walter Ibáñez
Walter Fernando Ibáñez Costa (Rivera, 10 dicembre 1984) è un ex calciatore uruguaiano, di ruolo difensore.